# 岩瀬友奈
岩瀬 友奈（いわせ ともな、1970年6月11日 - ）は、日本のフリーアナウンサー。TCP Artist所属。

## 人物
東京都出身。
英語検定2級、アルファビクスインストラクターの資格を所有。

## 出演
- エバーライフテレビショッピング(案内人で出演)

### 過去出演番組
- J:COM
  - 台東・すみだ「デイリーニュース」キャスター
  - 大田「デイリー大田」キャスター
  - 船橋習志野「ちょっと寄りたいこんな店」リポーター
  - 「ダイレクトテレショップ」　MC
- としまテレビ
  - 「明日のとしま」キャスター
  - 東京電力社内TV「テレビTEPCO」キャスター・リポーター
  - 三菱商事社内TV「MCTVオンライン」ナレーション
- Channel J
  - 「デンカの料理人」リポーター
- 朝日ニュースター
  - 「朝日ニュース」キャスター
  - 「速報！記者会見」キャスター
- G+チャンネル
  - 「マンデープラザ」リポーター